# 栎瘿酸
栎瘿酸（英語：Roburic acid）是一种脂溶性四环三萜酸，化学式C30H48O2，可见于秦艽、达乌里秦艽等物种，是秦艽的特征物质。1963年由意大利学者在一颗被瘿蜂属昆虫Cynips mayri侵袭的夏栎（Quercus robur）上产生的虫瘿中发现，并命名为“Roburic acid”。其具有抗炎作用，推测其为COX-1和COX-2抑制剂有关。除此之外，栎瘿酸和其衍生物对微粒体前列腺素E合酶1（mPGES-1）有抑制作用，从而阻止介导炎症反应和肿瘤的前列腺素E2生成。